# 261
| [ Edytuj tabelę ] |                      |
| Władca Korei      | - 248 Chungch’ŏn 270 |
| Papież            | - 259 Dionizy 268    |
| Król Persji       | - 241 Szapur I 272   |
| Cesarz Rzymu      | - 253 Galien 268     |

Rok 261 / CCLXI
stulecia: II wiek ~
III wiek ~
IV wiek

lata: 251 «
256 «
257 «
258 «
259 «
260 «
261
» 262
» 263
» 264
» 265
» 266
» 271

## Wydarzenia
- Aureolus pokonał w rzymskiej Tracji uzurpatorów Makriana i Kwietusa.
- Reformy wojskowe i polityczne Galiena, mające na celu przywrócenie siły militarnej i sprawności armii rzymskiej.

## Zmarli
- Farsanzes, król Bosporu.
- Kwietus, rzymski uzurpator.
- Makrian I, rzymski uzurpator.
- Makrian II, rzymski uzurpator.